# خاندان ماندنی
ماندنی نام خاندان بنامی‌است که زمانی بر کوهپایه‌های زاگرس جنوبی فرمان می‌راندند و در استان فارس دارای جایگاه بلندی بودند. این خاندان نفوذ بسیاری در دولت مصدق داشت ولی با فروپاشی دولت مصدق و برپایی دوباره پهلوی جایگاه سترگ پیشین خود را از کف دادند.
اینک این خاندان درشهرهای شمالی استان فارس زندگی می‌کنند ودارای چندین تیره می‌باشند که می‌توان به تیره مشهور ماندنی که بیشتر دراردکان فارس و اطراف آن زندگی می‌کنند، تیره شیروانی، تیره جهانبازی که بیشتر درشهر کازرون زندگی می‌کنند اشاره کرد.